# خاندان سورن
خاندان سورن یا سورن پَهلَو یکی از هفت خاندان ممتاز اشکانی است. حوزه نفوذ و حکمرانی (شاهنشاهی سورن) آنها سیستان و شرق ایران بود. رئیس خاندان سورن اولین تاجگذاری را برای بنیان‌گذار سلسله اشکانیان در حدود قرن سوم پیش از میلاد مسیح انجام داد؛ و از آن زمان این کار به شغل موروثی این خاندان تبدیل شد.
سورنا یکی از اعضای این خاندان در سال ۵۴ پیش از میلاد مسیح موفق شد ارتش امپراتوری روم به فرماندهی کراسوس را در نبرد حران شکست دهد.

## پیش زمینه
گروهی از سکاها (از اقوام ایرانی شرقی) پس از یک سری نبردهای طولانی با اشکانیان، در نهایت با آنان متحد شده و توسط شاهنشاهان اشکانی در منطقه سیستان ساکن شدند و نام خود را به این ناحیه (سیستان شکل جدید واژه سکستان – سرزمین سکاها است) دادند. سورن‌ها – که خود نیز سکا بوده و احتمالاً پیش از صلح با اشکانیان نیز رهبر این گروه از سکاها بودند – از سوی اشکانیان به عنوان شهربانان سیستان برگزیده شدند و در نهایت زمانی که گندفر، یکی از شاهزادگان دودمان سورن و شهربان سیستان، به شهربانی سیستان رسید، از شاهنشاهی اشکانی اعلام استقلال کرد.

## گندفر و جانشینان او
احتمالاً سورنها با دولت سکایی هند نیز خویشاوندی داشتند. در میان سال‌های ۱۰ تا ۲۰ میلادی، گندفر به پادشاهی این سکاها لشکر کشید و مناطق مهمی از جمله آراخوزیا، سند، پنجاب و کابل را فتح کرد. با این حال به نظر نمی‌رسد که حدود پادشاهی او از مرزهای شرقی پنجاب فراتر رفته باشد. پس از آن، گندفر به رسم فرمانروایان باستانی ایرانی، خود را شاهنشاه خواند. گندفر بر روی یکی از سکه‌هایش که در افغانستان امروزی پیدا شده، خود را «سام» خوانده و ممکن است همان سام نریمان، یکی از قهرمانان سیستان در داستان‌های حماسی ایرانی باشد.
 گندفر سوار بر اسب
با مرگ گندفر، پادشاهی او رو به زوال رفت و به دو بخش تقسیم شد، بخش اول به گندفر دوم که بر روی سکه‌هایش خود را «سرپدونس» (که شکل یونانی یک نام ایرانی است) خوانده و پسر گندفر بود، رسید. او بر سند، پنجاب شرقی و آراخوزیا فرمان راند. بخش دیگر پادشاهی او به برادرزاده‌اش که نامش به شکل یونانی آبدگاسس ضبط شده است، رسید. او در سیستان و بخش‌هایی از پنجاب حکومت کرد.
احتمالاً پس از مدت کوتاهی، گندفر دوم درگذشت یا از حکومت کناره‌گیری کرد، و توسط گندفر سوم که نامش به شکل اورتاگنس ضبط شده است، رسید. آراخوزیا و سیستان تحت فرمان او بود. مدتی بعد – احتمالاً در میانه‌های سده یکم پس از میلاد – شاهی که نامش به شکل «ساسس» بر روی سکه‌هایش (به زبان یونانی) ضبط شده و با دولت سکایی هند مرتبط بود، قلمروی آبدگاسس را فتح کرد و خود را گندفر چهارم نامید. او احتمالاً همان گندفری است که در سنگ‌نبشته تخت باهی به آن اشاره شده.
سکه‌هایی از چند پادشاه محلی دیگر نیز پیدا شده، با این حال و در تمامی این دوران‌ها پادشاهی سورن نتوانست شکوه دوران گندفر یکم را بازیابد. در میانه‌های سده یکم پس از میلاد، کوجوله کادفیس از شاهنشاهی کوشان به مرزهای شمالی پادشاهی سورن حمله برد. پس از نبرد با کوشان‌ها، تنها سیستان برای سورن‌ها باقی ماند. آنان تا ظهور ساسانیان مستقل باقی ماندند و پس از آن فرمانروایان ساسانی را به عنوان شاهنشاه به رسمیت شناختند. خاندان سورن تا سقوط شاهنشاهی ساسانی به حاکمان ان زمان باقی ماندند.